# José Vicente Barbosa du Bocage
José Vicente Barbosa du Bocage (Funchal, Madeira, 2 de mayo de 1823 - Lisboa, 3 de noviembre de 1907) fue un zoólogo y político portugués. Fue conservador de zoología en el Museo de Historia Natural en Lisboa. Publicó numerosas obras sobre mamíferos, aves, y peces. En la década de 1880 fue nombrado ministro de la Marina y más tarde, ministro de Relaciones Exteriores de Portugal.
De 1839 a 1846, Bocage estudió en la Universidad de Coímbra. Se convirtió en profesor de la cátedra de zoología de la Escuela Politécnica de Lisboa (más tarde la Facultad de Ciencias de la Universidad de Lisboa) en 1851, donde enseñó por más de 30 años. En 1858, también se convirtió en el director científico y comisario de Zoología del Museo de Historia Natural de la Escuela Politécnica.
Su trabajo en el Museo consistió en la adquisición, descripción y coordinación de las colecciones, muchas de los cuales llegaron de las colonias portuguesas en África, como Angola, Mozambique, etc., enviados por notables naturalistas tales como José Alberto de Oliveira Anchieta (1832–1897). Para esos propósitos, Bocage estandarizó los procedimientos para colectar, preparar y enviar especímenes al Museo, en su texto Instrucções Practicas sobre o Modo de Colligir, Preparar e Remetter Productos Zoológicos para o Museu de Lisboa (1862).
En 1860, tuvo éxito en volver a tener algunas colecciones que habían sido retiradas del Museo durante la invasión napoleónica de Portugal por obra del naturalista francés Étienne Geoffroy Saint-Hilaire (1772–1844), que incluyeron muestras de alto valor recolectados por el portugués Alexandre Rodrigues Ferreira (1756–1815) en Brasil.
En 1875, fue elegido vicepresidente de la Academia Real das Ciências de Lisboa. Se retiró de las actividades educativas y científicas en 1880, pero se mantuvo como director del Museo, hasta que dedicó su vida restante a la política, primero como ministro de las posesiones de la Marina y Ultramar y más tarde como ministro de Relaciones Exteriores, desde 1883 a 1886.
Bocage publicó más de 200 artículos taxonómicos acerca de mamíferos, aves, reptiles, anfibios, peces, y muchas otras. Fue responsable de identificar muchas nuevas especies, que él nombró de acuerdo con el naturalista que los encontró (por ejemplo, docenas de nuevas especies recibieron el apodo de anchietae).
José Vicente era primo segundo del poeta Manuel Maria Barbosa de Bocage (1765–1805).

## Honores
- 10 de abril de 1905: un decreto gubernamental nombra a la Sección zoológica del Museo Nacional de Lisboa, como el "Museu José Vicente Barboza du Bocage"

La colección de zoología en el Museo de Lisboa se llama Museo Bocage en su honor.

## Algunas publicaciones
- A ornitologia dos Açores, 1866
- Aves das possessões portuguesas d’ Africa occidental que existem no Museu de Lisboa, da 1.ª à 24.ª lista, 1868 a 1882
- Lista dos répteis das possessões portuguesas d’ Africa occidental que existem no Museu de Lisboa, 1866
- Notice sur un batracien nouveau du Portugal, 1864
- Diagnose de algumas espécies inéditas da família Squalidae que frequentam os nossos mares, 1864
- Peixes plagiostomos, 1866
- Ornithologie d’ Angola, 1881 y 1877
- Herpethologie d’ Angola et du Congo, 1895

## Abreviatura (zoología)
La abreviatura Barbosa du Bocage  se emplea para indicar a José Vicente Barbosa du Bocage como autoridad en la descripción y taxonomía en zoología.